# فيلما سميث
فيلما سميث (بالإنجليزية: Wilma Smith) هي معلمة موسيقى أسترالية، ولدت في 1956.

## وصلات خارجية
- مقالات تستعمل روابط فنية بلا صلة مع ويكي بيانات